# Ladiville
Ladiville ist eine französische Gemeinde mit 129 Einwohnern (Stand: 1. Januar 2022) im Département Charente. Die Gemeinde gehört zum Arrondissement Cognac und zum Kanton Charente-Sud. Die Einwohner werden Ladivillois genannt.

## Geographie
Ladiville liegt etwa 24 Kilometer südwestlich von Angoulême. Die Nachbargemeinden sind Bellevigne im Nordwesten und Norden, Val des Vignes im Osten und Süden, Saint-Bonnet im Süden und Südwesten sowie Vignolles im Westen.

## Bevölkerungsentwicklung
| Jahr                       | 1962 | 1968 | 1975 | 1982 | 1990 | 1999 | 2006 | 2019 |
| -------------------------- | ---- | ---- | ---- | ---- | ---- | ---- | ---- | ---- |
| Einwohner                  | 200  | 178  | 155  | 136  | 128  | 139  | 129  | 118  |
| Quellen: Cassini und INSEE |      |      |      |      |      |      |      |      |

## Sehenswürdigkeiten
- Kirche Saint-Martin aus dem 12. Jahrhundert, Monument historique seit 1952

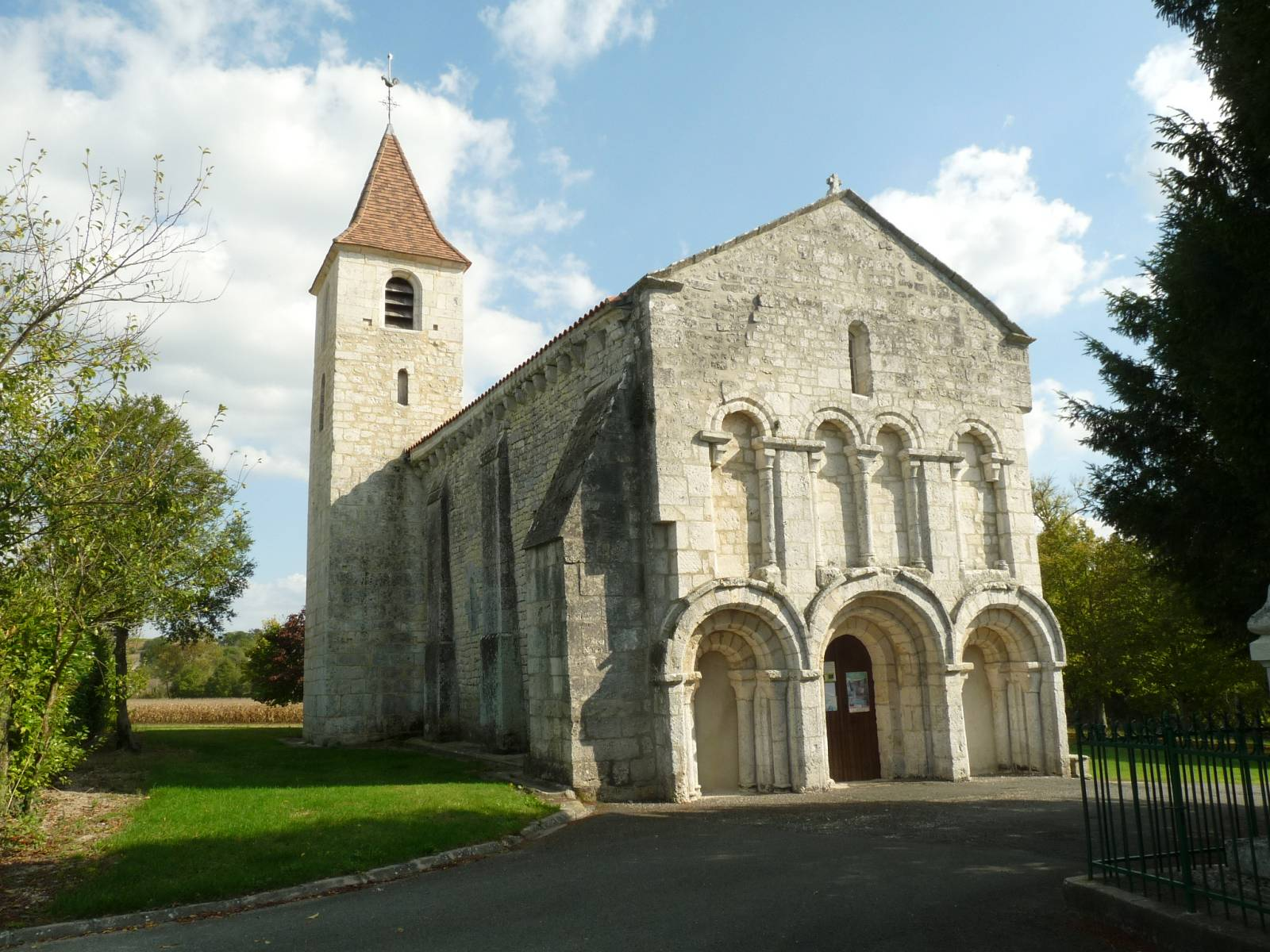
Kirche Saint-Martin

## Persönlichkeiten
- Maurice Hauriou (1856–1929), Jurist und Soziologe